# 聖母瑪利亞 (蒙克)
《聖母瑪利亞》是挪威表現主義畫家愛德華·蒙克的著名作品之一，共有五個油畫版本，成於1894至1895年之間。

## 作品描述
與傳統成熟、貞潔的聖母形象不同，蒙克的《聖母》是一名年輕、性感的女子，上身赤裸，正在扭動身體。但畫中人仍然保留了傳統聖母像中的平靜、帶自信的神情。雖然雙眼閉合，沒有正視自上方而來的光源，但身體扭動的方向是面對光線的。這被視為是對圣母领报情境的描繪。

## 被盜
2004年8月22日藏於挪威奧斯陸蒙克美術館的版本與畫家另一幅鉅作1910年版《吶喊》一同被盜。2006年8月31日，挪威警方宣佈取回兩幅畫作且狀況良好。